# 童寅
童寅（？—1434年），字以敬，随州人，明朝政治人物、進士出身。

## 生平
永乐二年，登進士，授监察御史，巡按苏松以及滇南辽东等地，后累官至交阯按察使，改任江西按察使。為官廉潔正直。